# Mindi Abair
Mindi Abair (31 mei 1969) is een smooth jazz saxofoniste uit de Verenigde Staten met sterke pop en soul invloeden in haar muziek.
Abair studeerde aan het Berklee College of Music. Ze is haar muzikale carrière begonnen als achtergrondzangeres voor onder andere Mandy Moore.
In 2003 besloot Abair echter om jazz te gaan spelen. Dit heeft haar, vooral in de Verenigde Staten, veel succes gebracht. Zo kreeg zij, eveneens in 2003, de prijs voor "Best New Artist" op de National Smooth Jazz Awards.
Zij wordt weleens "de Amerikaanse Candy Dulfer" genoemd. Enkele van haar hits zijn onder andere "Lucy's", "Flirt" en "Save the Last Dance" (bekend van de gelijknamige film). Mindi zingt ook weleens, zo staat op haar debuutalbum een cover van de Eagle-Eye Cherry hit "Save Tonight".
2004 stond niet alleen in het teken van haar solocarrière, zij trad ook op met Duran Duran en Josh Groban.
In 2006 kwam haar veelzijdige, en veel geprezen, album "Life Less Ordinary" uit.
Haar stijl is wel vergeleken met Walter Beasley's en Boney James' en andere gerespecteerde saxofoonspelers.
Abair speelt naast alt- en sopraansax ook dwarsfluit en piano.

## Discografie
- 2003 It Just Happens That Way
- 2004 Come As You Are
- 2006 Life Less Ordinary
- 2008 Stars
- 2010 In Hi-Fi Stereo

## Album Tracks
It Just Happens That Way (2003)

1. Lucy's

2. Flirt

3. Save The Last Dance

4. As Good As It Gets

5. Save Tonight

6. Right On

7. It Just Happens That Way

8. Salt and Lime

9. Momo

10. Play

11. Remember

12. Home

Come As You Are (2004)

1. Come As You Are

2. Shine

3. Every Time

4. Head Over Heels

5. Make a Wish

6. Sticks and Stones

7. I Can Remember

8. New Shoes

9. High Five

10. You'll Never Know

11. Cyan

Life Less Ordinary (2006)

1. Do You Miss Me?

2. Long Ride Home

3. It Must Be Love

4. The Joint

5. Rain

6. True Blue

7. Slinky

8. Ordinary Love

9. Bloom

10. Far Away
Stars (2008)

1. Smile

2. On And On

3. Out Of The Blue

4. Stars

5. F.L.A. Swing

6. I Wonder

7. Gingerbread Man

8. Change

9. Mojo

10. Here For You

11. Gonna Be Alright
In Hi-Fi Stereo (2010)

1. Any Way You Wanna

2. All Star

3. L'Espirit Nouveau

4. Get Right

5. Be Beautiful

6. Down For The Count

7. Girl's Night Out

8. Let The Whole World Know (Sing Your Song)

9. It's A Man's, Man's, Man's World

10. Take Me Home

11. The Alley